# Piazza del Carmine (Reggio Calabria)

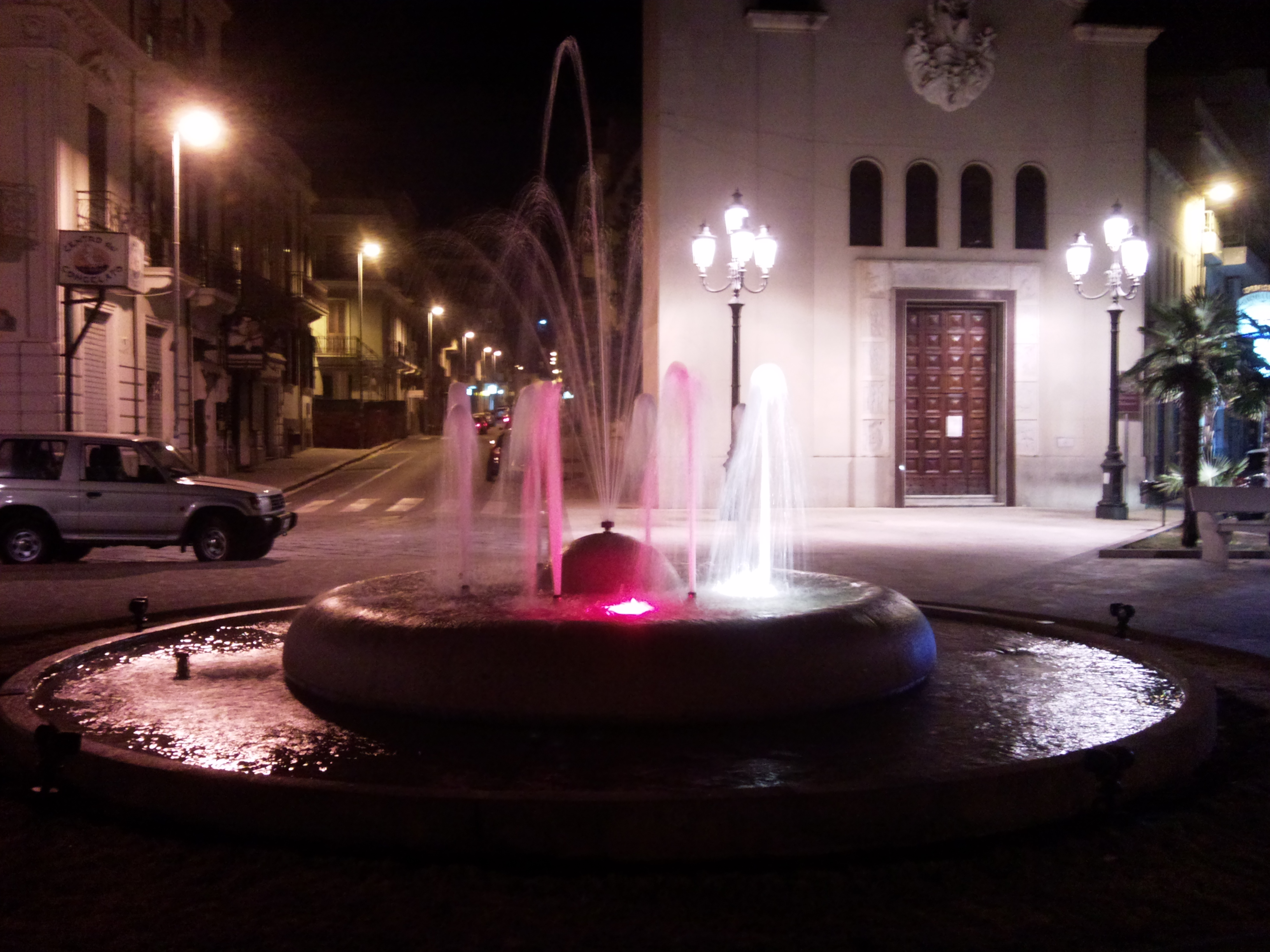
Piazza Carmine.

Piazza del Carmine è una storica piazza del centro storico di Reggio Calabria. Costituiva anticamente la porta d'ingresso sud della cinta muraria, attraverso la quale i garibaldini entrarono in città. Sulla piazza si affaccia l'omonima chiesa, nel cui interno si conserva un altare del 1787 in ricco stile barocco appartenuto alla vecchia cattedrale distrutta dal terremoto del 1908.

## Descrizione della piazza
L'attuale fisionomia della piazza nasce dal lungo lavoro di recupero che l'ha recentemente interessata. La scelta progettuale fu sottosposta al giudizio dei cittadini i quali scelsero tra quattro elaborati. L'amministrazione comunale, preso atto dei risultati, diede seguito alla scelta popolare.
La piazza ha una forma rettangolare e in essa confluiscono diverse arterie di collegamento. Essa è composta di uno spazio centrale congiunto con il sagrato dell'attigua chiesa, organizzato come luogo di ritrovo con aree verdi, panchine e artistici lampioni. Al centro dello spazio si trova posizionata una fontana artistica. Per armonizzare maggiormente la piazza con il contesto architettonico circostante si sono scelti materiali naturali con distribuzione cromatica per i vari spazi utilizzati diversamente. La pavimentazione intorno all'area centrale è in basolato lavico, recuperato dalla pavimentazione della vecchia piazza.